# Vahe Neiafu
Vahe Neiafu (Distrito de Neiafu en tongano) es un distrito de la división administrativa de Vava'u, en Tonga. Su capital es Neiafu. Limita al Norte con Leimatu'a, al Sur con el Océano Pacífico, al Este con Hahake y al Oeste con Hihifo. Tiene una población de 5.377 habitantes en 2021. 